# Есперантско друштво Теслић
Есперантско друштво „Теслић“ је удружење грађана из Теслића (Република Српска) које окупља есперантисте и поборнике идеје есперанта.

## Оснивање и почетна активност
Удружење је основано 20. фебруара 1985. године као Есперанто-друштво „Теслић“, ЕДТ (на есперанту: Esperanto-Societo „Tesliĉ“, EST). ЕДТ је основано пред обиљежавање стогодишњице језика есперанто, у оквиру плана тадашњег Савеза за есперанто Босне и Херцеговине о појачаном оснивању нових есперантских друштава.
У оквиру есперантског покрета тадашње Југославије истакло се учествовањем на скоро свим битнијим есперантским скуповима, а нарочито организовањем Четрнаестих сусрета југословенске есперантске омладине, 1988. године у Бањи Врућици код Теслића.
Чланови ЕДТ су били учесници и Свјетских конгреса есперанта, који имају велик значај у међународном есперантском покрету.

## Активност у току рата у Босни и Херцеговини
У току рата у Босни и Херцеговини организован есперантски покрет је замро у цијелој земљи. Активности есперантиста су посвуда биле сведене на личне контакте. Чланови ЕДТ су у мањим групама одржавали међународне контакте, али су тек 20. фебруара 1994. званично обновили рад удружења. Убрзо након организовања властитог удружења подстакли су и помогли организовање Градског есперантског друштва „Ла Мондо“ у Бањој Луци, а нешто касније и организовање група есперантиста у Палама, Брчком, Приједору и повремено у другим градовима Републике Српске. Након оживљавања есперантског покрета у Републици Српској покренули су и организовање Савеза за есперанто Републике Српске.
Дуг низ година Есперантско друштво „Теслић“ било је једина или најактивнија есперантска организација у Босни и Херцеговини.

## Значајнија међународна активност
Свјетски конгреси есперанта у којима су учествовали чланови ЕДТ:
- Ротердам, 1988,
- Брајтон, 1989,
- Берген, 1991,
- Беч, 1992,
- Валенсија, 1993,
- Загреб, 2001.

Есперантисти из Теслића су покушали да учествују и у раду Конгреса у Монпељеу 1998. године, али како су били прва група држављана Босне и Херцеговине која је покушала да уђе у Европу са првим пасошима заједничким за Републику Српску и Федерацију, били су враћени са мађарске границе, третирани као илегалци са фалсификованим документима.
Међународни омладински конгреси:
- Загреб, 1988,
- Веспрем, 1999,
- Сарајево, 2006.

## Организовани есперантски скупови
Есперантско друштво „Теслић“ је организовало сљедеће битније есперантске скупове:
- Четрнаести сусрети есперантске омладине Југославије, 1988,
- Љетне есперантске школе 1997, 1998. и 1999.
- Четврти сусрети есперантиста Српске, 1999,
- ТАМЕН, међународни есперантски скуп, 2004,

## Извори и референце
- Извјештај ЕДТ о раду поводом 20. годишњице Друштва

1. ↑  Srpska Republika News Agency (SRNA), 98-08-05 Архивирано на веб-сајту  (13. март 2006), Приступљено 5. 4. 2013.